# Jan Lindell
Karl Jan-Otto Lindell, född 10 juli 1944 i Gärdslösa, Kalmar län, är en svensk skådespelare, musiker, kompositör och musikarrangör.

## Filmografi
Roller
- 1976 – Sven Klangs kvintett
- 1980 – Prins Hatt under jorden
- 1981 – Min syster kan grekiska
- 1988 – Anna själv tredje

Filmmusik
- 1977 – Mackan
- 1980 – Prins Hatt under jorden
- 1988 – Anna själv tredje